# Paula von Lamberg
Paula von Lamberg (ur. 21 września 1887 w Kitzbühel, zm. 4 września 1927 w Berchtesgaden) – austriacka hrabina, narciarka, jedna z pierwszych kobiet uprawiających skoki narciarskie.

## Życiorys
Paula von Lamberg była córką Hugona Antona Emila reichsgrafa von Lamberg (1853–1913) oraz Giulietty Contessy Brunetti (1857-1941).
W roku 1911 ustanowiła pierwszy oficjalny rekord w długości skoków kobiet, uzyskując odległość 22 metrów. Skoczyła wówczas w długiej spódnicy, jednakże nie wiadomo czy ten strój utrudniał jej lot, czy raczej go wspomagał, zwiększając powierzchnię nośną.
Jej mężem był Franz Valentin hrabia Schlick – kierowca wyścigowy, bobsleista i tenisista. Wzięli ślub w połowie 1927 roku w Pradze. Cztery miesiące po zawarciu związku małżeńskiego, 4 września hrabina zginęła w wypadku samochodowym.